# Дунєв Руслан Миколайович
Руслан Миколайович Дунєв (6.07.1977—26.02.2022) — старший сержант командир відділення взводу десантного забезпечення 79 ОДШБр, учасник російсько-української війни, що загинув під час російського вторгнення в Україну.

## Життєпис
Народився 6 липня 1977 року в с. Залізничному Болградського району Одеської області. Після 9 класу Залізничненської школи навчався у Суворовському училищі на столяра-тесляра.
В 1995 році призваний на строкову військову службу. Після строкової служби працював столяром та вчився на водія. В 1999 році вступив до лав 45 аеромобільної бригади, а після її розформування перевівся в Миколаїв - у 79 окремий аеромобільний полк. Брав участь у миротворчих операціях в Сьєра-Леоне та Косово.
З 2014 року брав участь в АТО/ООС.
Загинув 26 лютого 2022 року в бою з ворожою ДРГ в ході відбиття російського вторгнення в Україну на території Миколаївської області. Похований 5 березня у рідному селі.

## Нагороди
- орден «За мужність» III ступеня (2022, посмертно) — за особисту мужність і самовіддані дії, виявлені у захисті державного суверенітету та територіальної цілісності України, вірність військовій присязі.

## Вшанування пам'яті
На початку вересня 2022 року, зусиллями громадської організації ветеранів АТО-ООС Болградського району, на будівлі Залізничненського ліцею було встановлено меморіальну дошку загиблому захиснику України, уродженцю села Болградської територіальної громади, випускнику Залізничненської школи старшому сержанту Руслану Дунєву.